# Carex subphysodes
Carex subphysodes är en halvgräsart som beskrevs av Mikhail Grigoríevič Popov och V.I. Kreczetowicz. Carex subphysodes ingår i släktet starrar, och familjen halvgräs. Inga underarter finns listade i Catalogue of Life.